# Abner Kuhoʻoheiheipahu Pākī
Abner Kuhooheiheipahu Paki (havajski Abner Kuhoʻoheiheipahu Pākī) (o. 1808. – 1855.) bio je havajski plemić. 

## Biografija
Abner je rođen oko 1808. godine na otoku Molokai. Njegov je otac bio poglavica Kalanihelemaiiluna, a majka Kahooheiheipahu.
Bio je blizak prijatelj i savjetnik kralja Kamehamehe III.
Njegova prva supruga bila je Kuini Liliha. Nisu imali djece.
Njegova druga supruga bila je princeza Laura Kanaholo Kōnia, kći princa Paulija Kaoleiokua.
Bio je otac princeze Berenike Pauahi Bishop i poočim kraljice Liliuokalani.
Svu svoju imovinu ostavio je svojoj kćeri, premda je prvo mislio dati ju pokćerki.